# عذراء .. ولكن (فلم)
هذا القالب يجب أن يُنسخ; استبدل بـ{{نقل}} {{نسخ:نقل}}
عذراء.. ولكن  فيلم دراما مصري للمخرج سيمون صالح  عام 1977 كتب القصة والسيناريو والحوار سيد موسى. الفيلم من بطولة نيللي، سمير صبري، مصطفى فهمي، هادي الجيار، سلوى صادق، ومريم فخر الدين، تدور الأحداث حول الشابة ناهد وعلاقاتها مع ثلاثة من الرجال في رحلة بحثها عن الحب والحياة الكريمة.
صدر الفيلم إلى دور العرض المصرية في 12 سبتمبر 1977.
منح موقع قاعدة بيانات الأفلام العربية «السينما.كوم» الفيلم درجة 5.3/ 10.

## طاقم التمثيل
نيللي: في دور ناهد
سمير صبري: في دور مجدي علام (أستاذ علم النفس بالجامعة)
مصطفى فهمي: في دور هشام
هادي الجيار: في دور أحمد (زميل ناهد وجارها)
سلوى صادق: في دور منى (شقيقة أحمد)
مريم فخر الدين: في دور زبيدة (والدة ناهد)
نعيمة الصغير: في دور والدة أحمد ومنى
نادية حمدي: في دور جليلة (عشيقة هشام)
فتحية رشدي: في دور والدة مجدي علام
بالاشتراك مع: سهير زكي – وداد حمدي – محمود رشاد – أمير كدواني – معالي زايد – محمد الرملي – نادية أنور – ليلى صادق – صالح الإسكندراني 

## أحداث الفيلم
يموت والد ناهد عبد السلام (نيللي)، الموسيقي بملهى «الليل وآخره»، وتكمل والدتها زبيدة (مريم فخر الدين) العمل كراقصة في نفس المكان. تشب ناهد وتدرس بالجامعة بينما تتوقف زبيدة عن العمل في الكباريه وتنتقل للعيش مع ابنتها في منطقة جديدة حيث لايعرفها أحد، كما أن ناهد لم تكن تعلم عن حقيقة عمل والدتها. تتعرض ناهد لثلاث تجارب مع ثلاث رجال أحبوها، كان أولهم جارها أحمد (هادي الجيار) الطالب زميلها الذي يضطر للعمل، بعد تخرجه، مدرسا بالصعيد. يصطحب أحمد والدته (نعيمة الصغير) وشقيقته منى (سلوى صادق) لخطبة ناهد، فتخبرهم زبيدة أن ناهد مخطوبة لابن عمها، والحقيقة أن ناهد مشغولة بحب الرجل الثاني في حياتها زهو أستاذ علم النفس بالجامعة، مجدي علام (سمير صبري) الذي يتخلى عنها ويخطب فتاة ثرية، بدعوى أنه مسئول عن والدته (فتحية رشدي) وثلاث شقيقات، ويرى أن الحب يأتي في المرتبة الثانية بعد المال. أما الرجل الثالث في حياة ناهد هو هشام (مصطفى فهمي)، مدير شركة الاستيراد والتصدير التي عملت بها ناهد في الإجازة الصيفية، وقد حاول هشام التحرش بناهد ولكنها صدته. هشام هو طالب فقير يقيم علاقة مع الست جليلة (نادية حمدي) التي كانت من أعضاء ملهى «الليل وآخره»، ومتزوجة من رجل فاسد يخفي أمواله تحت اسمها، وعندما أقامت علاقة مع هشام كان يدعي أنها خالته. ولكن هشام أحب ناهد وعندما تقدم لخطبتها وعلمت جليلة بنيته، حاولت ان تفسد تحركاته. تتعقد الأمور ولكن هشام يقرر العودة للدراسة بالجامعة ويكافح ليتخرج ويتزوج ناهد.

## وصلات خارجية
- عذراء.. ولكن على موقع السينما.كوم
- عذراء.. ولكن على موقع الدهليز
- عذراء.. ولكن نسخة محفوظة 8 أكتوبر 2021 على موقع واي باك مشين. على موقع كاروهات